# Tintagel

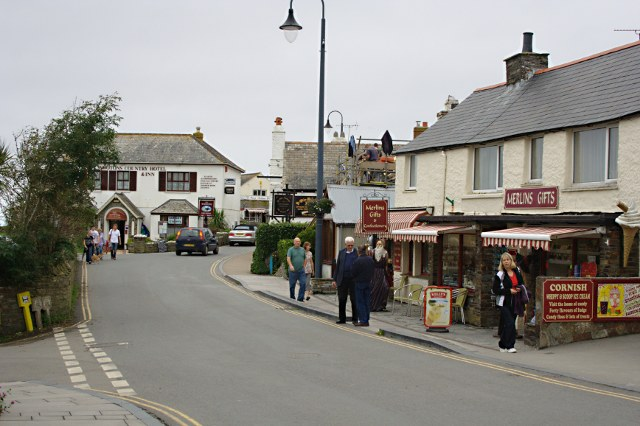
Fore Street, Tintagel

Tintagel är en ort och civil parish i enhetskommunen, tillika grevskapet, Cornwall i England, Storbritannien.
Tintagel är i den keltiska mytologin ett område och ruinerna efter två borgar i norra Cornwall. Den ena är känd som kung Arturs slott men är av normandiskt ursprung, men det andra är äldre och är från 400- eller 500-talet och det är troligare att det är Arturs slott.
Enligt Arthurlegenden var borgen Tintagel, också känd som Terrabil, hem till hertig Gorlois, hans hustru Igraine och deras dotter Morgan le Fay. 
När Uther Pendragon blev förälskad i Igraine lät han belägra borgen, men misslyckades med att ta sig innanför murarna. Efter en lång belägring lät trollkarlen Merlin besvärja Uther så att han fick Gorlois utseende. Han kunde på så sätt ta sig in i borgen och lägra Igraine. Samma natt blev Gorlois dödad i ett slag. 
Priset för besvärjelsen var att Merlin skulle få ta hand om barnet som blev resultatet av föreningen mellan Uther och Igraine. Det barnet blev senare kung Artur.
På platsen där Tintagel lär ha legat har man funnit ruiner och rester efter ett kloster från 1000-talet, med grundmurar från en ännu äldre byggnad.